# Metagoniochernes picardi
Espèce
Metagoniochernes picardi est une espèce de pseudoscorpions de la famille des Chernetidae.

## Distribution
Cette espèce est endémique de Centrafrique. Elle se rencontre vers Boda.

## Description
Le mâle holotype mesure 3,9 mm.

## Étymologie
Cette espèce est nommée en l'honneur de François Picard.

## Publication originale
- Vachon, 1939 : Remarques sur la sous-famille des Goniochernetinae Beier à propos de la description d'un nouveau genre et d'une nouvelle espèce de Pseudoscorpions (Arachnides): Metagoniochernes picardi. Bulletin du Muséum National d'Histoire Naturelle, Paris, sér. 2, vol. 11, p. 123-128 (texte intégral).